# 米特山 (貝希特斯加登阿爾卑斯山脈)
47°27′39″N 12°54′00″E / 47.46071°N 12.900052°E

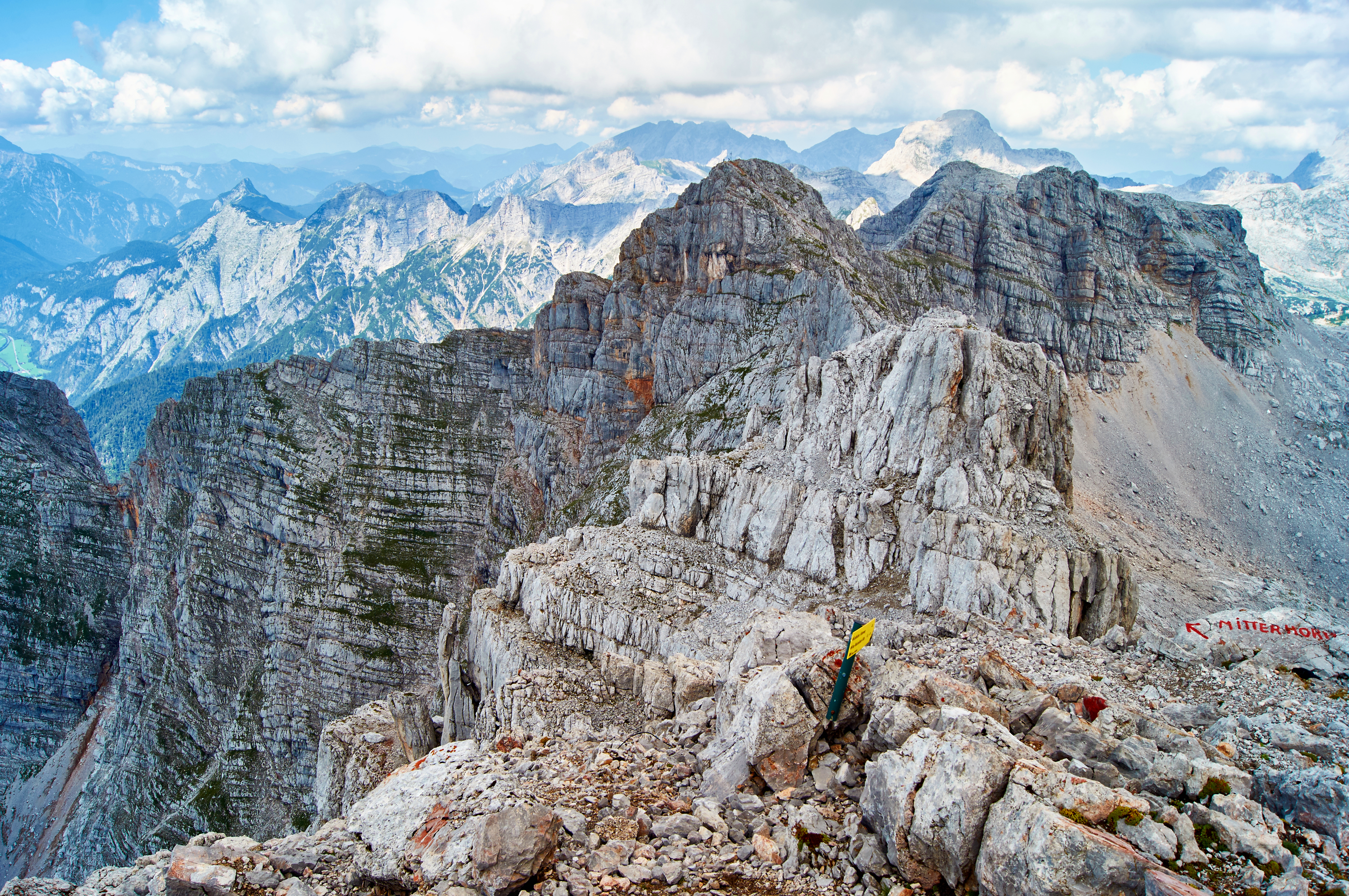

米特山（德語：Mitterhorn），是奧地利的山峰，位於該國中部，由薩爾茨堡州負責管轄，屬於貝希特斯加登阿爾卑斯山脈的一部分，距離布賴特山0.4公里，海拔高度2,491米。